# 1901 în artă
← 1898 în artă — 1899 în artă — 1900 în artă ——  1901 în artă  —— 1902 în artă — 1903 în artă — 1904 în artă →
1901 în artă implică o serie de evenimente:

## Evenimente

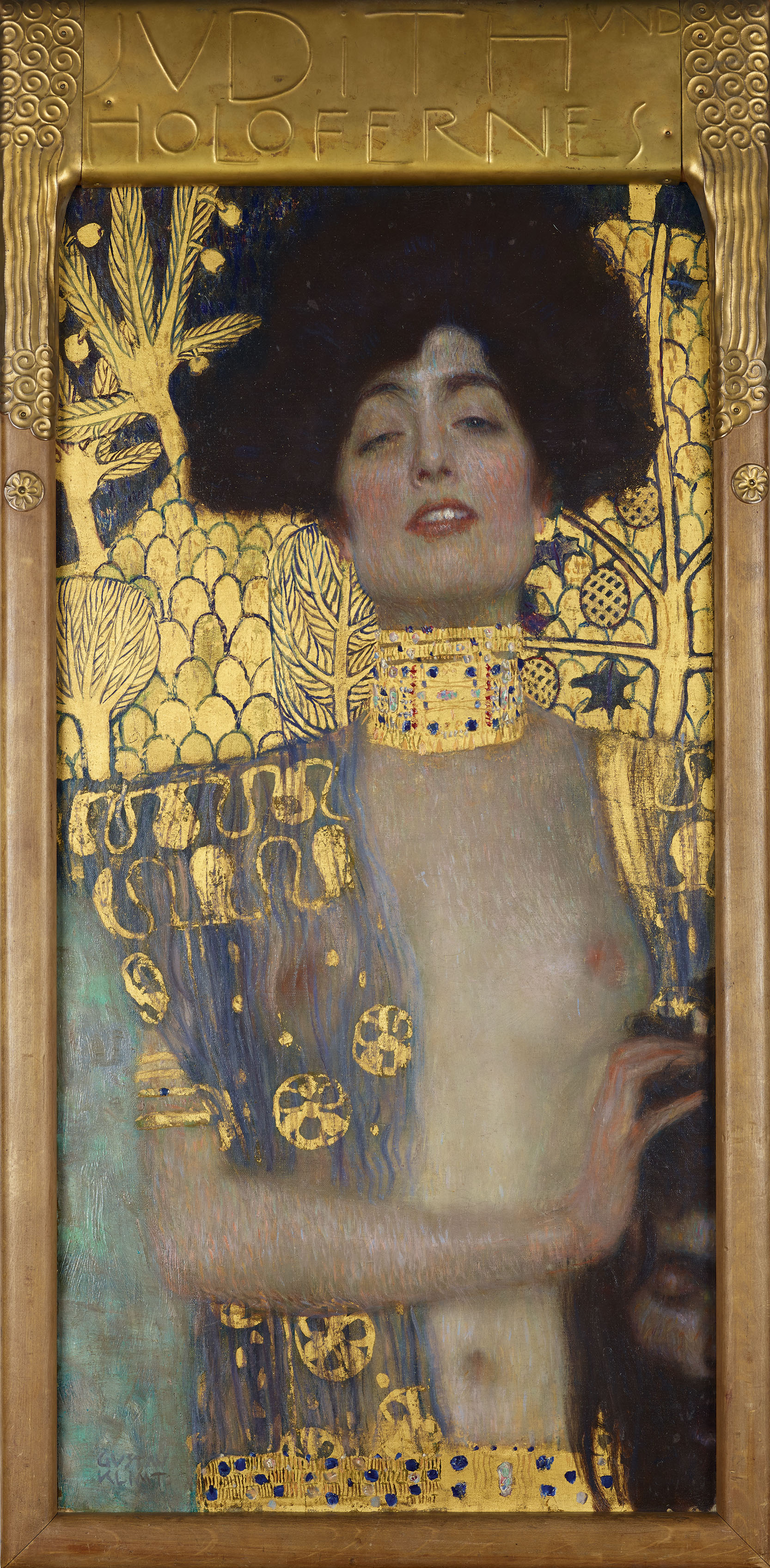
Gustav Klimt (1862– 1918) – Judith și capul lui Holofernes – 1901

### Evenimente artistice oriunde
- 12 martie – Galeria de artă Whitechapel Gallery, proiectată de Charles Harrison Townsend, se deschide, la Londra, ca una dintre primele galerii finanțate din fonduri publice pentru expoziții temporare din oraș.
- 17 martie – Paris – Picturile lui Van Gogh sunt expuse la Galeria Bernheim. [1]
- 11 mai – Societatea Prietenilor Artelor Frumoase din Cracovia își inaugurează Palatul de Artă.
- 24 iunie – Prima expoziție a lui Pablo Picasso la Paris (la 19 ani, întrucât se născuse la 25 octombrie 1881, la Málaga, în Andaluzia), conținea mai multe lucrări ale artistului, toate terminate înainte de februarie 1901, au fost expuse pentru prima dată, în Franța, la galeria comerciantului de artă Ambroise Vollard. Marele artist în devenire va prezenta picturi viu colorate, care fac parte din mișcarea artistică post-impresionistă a vremii. Din punct de vedere tehnic și artistic, niciuna din acele lucrări nu erau parte a Perioadei Albastre.[2]

Fără date precise,
- Grupul artistic, de artiste plastice americane, numit Red Rose Girls - Fetele Trandafirului Roz, din Philadelphia, statul  Pennsylvania, activ timp de mai mult de un deceniu (1901 - 1911, documentat) este format. Componentele grupului, Violet Oakley, Jessie Willcox Smith și Elizabeth Shippen Green, (a căror activitate a fost manageriată de Henrietta Cozens), au fost numite Red Rose Girls după locul unde și-au desfășurat activitatea, Red Rose Inn - Hanul Trandafirului Roz, până în 1906.[3]
- Julien-Auguste Hervé își expune tablourile la Paris sub titlul generic de "Expresionisme". [4]
- Primul an a Perioadei Albastre (spaniolă Período azul, 1901 - 1903) a activității creatoare a lui Pablo Picasso. Perioada Albastră este considerată ca fiind prima mare etapă din evoluția artistică a artistului vizual spaniol.

## Nașteri

### Ianuarie - iunie
- 13 ianuarie –
- 4 februarie –
- 28 februarie –
- 10 martie –
- 23 martie –

### Iulie - decembrie
- 1 iulie –
- 17 august –

## Decese
- 8 ianuarie –

## Galerie (lucrări din 1901)

Lucrări reprezentative
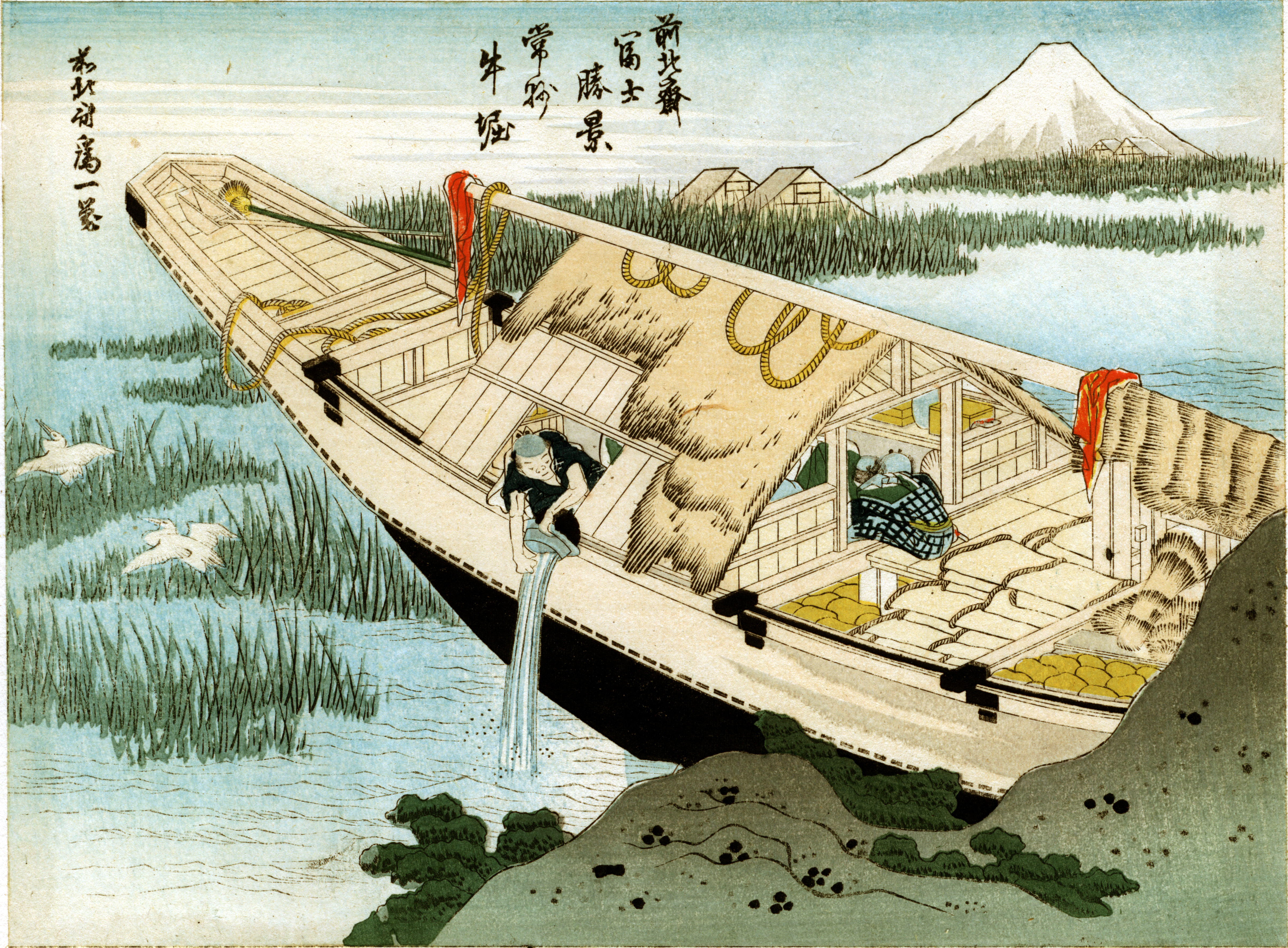
1901 — Hokusai - Barcă fluvială — Reproducere din volumul Art of Japan - Arta Japoniei, volum prestigios, apărut în 1901, editat de lexicograful, lingvistul, niponologul și istoricul britanic Francis Brinkley (1841 – 1912)
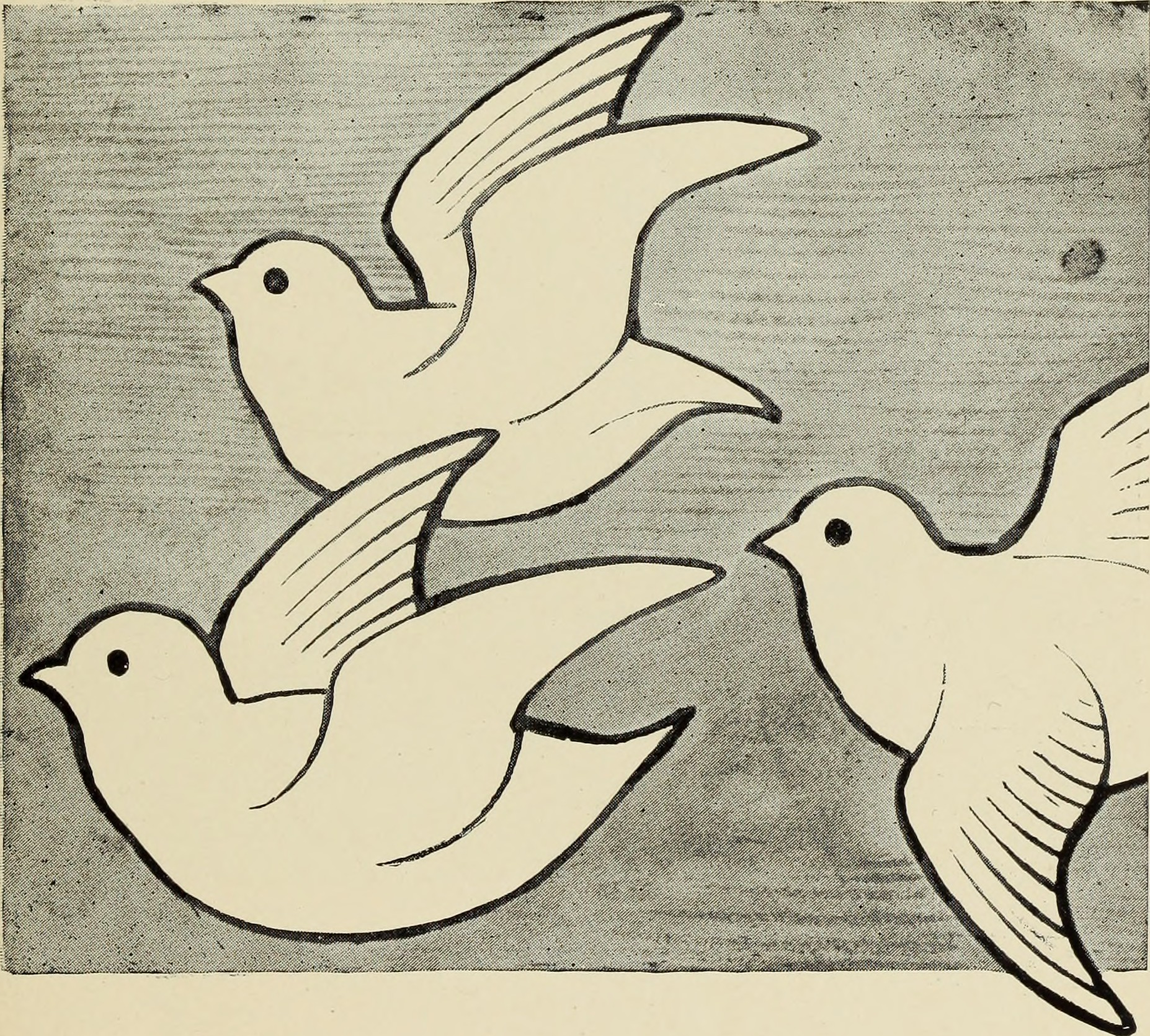
1901 — Fred Miller — Art crafts for amateurs - Meșteșuguri de artă pentru amatori
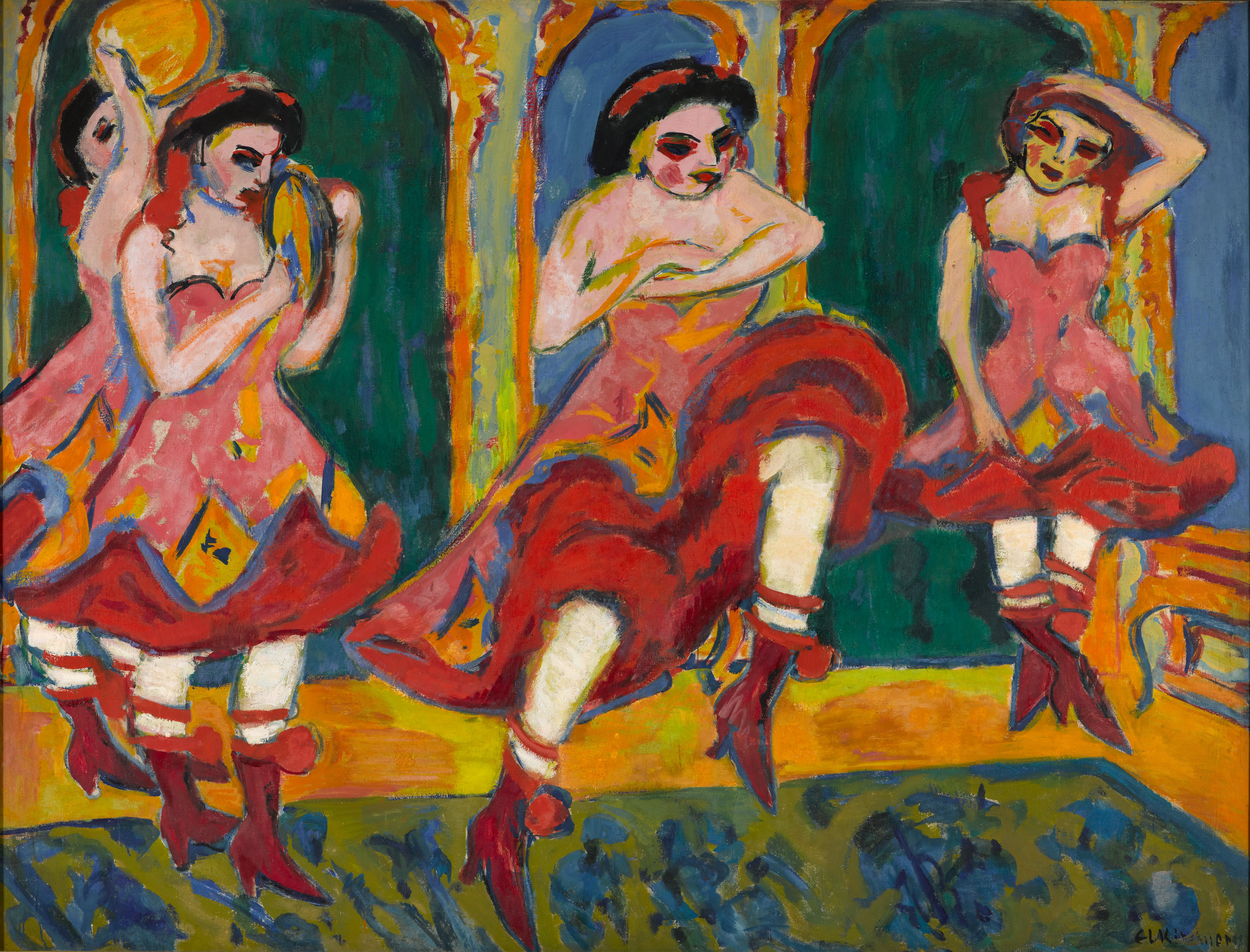
1901 — Ernst Ludwig Kirchner – Dansatoare de ceardaș
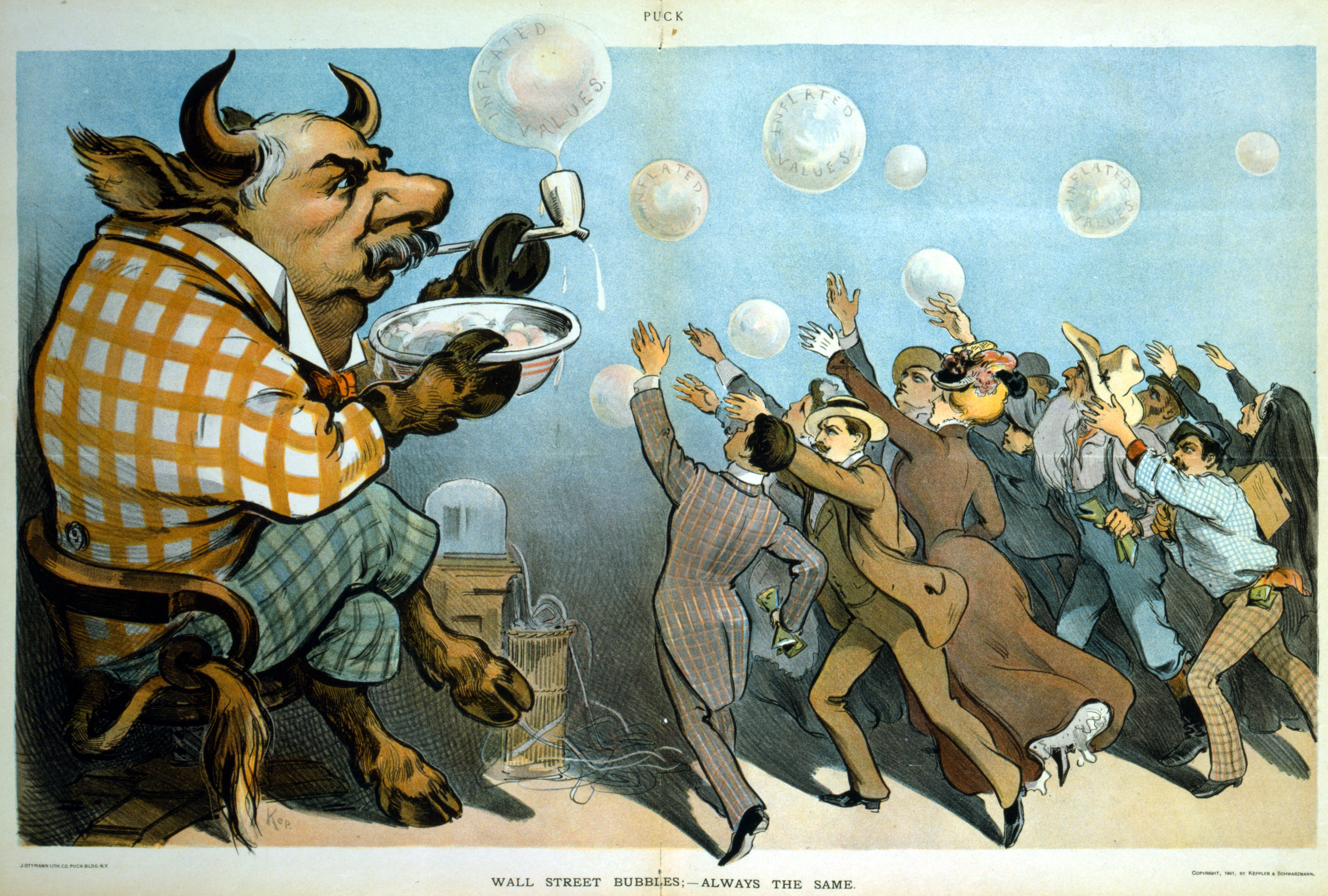
1901 — Caricaturistul american Udo Keppler (1872 – 1956), satirizează „investitorii” mereu păcăliți la bursă, de aceeași indivizi — Aici, în chip de taur, producând Balonașe Wall Street, este satirizat J. P. Morgan — caricatura a apărut în revista satirică neconformistă americană Puck
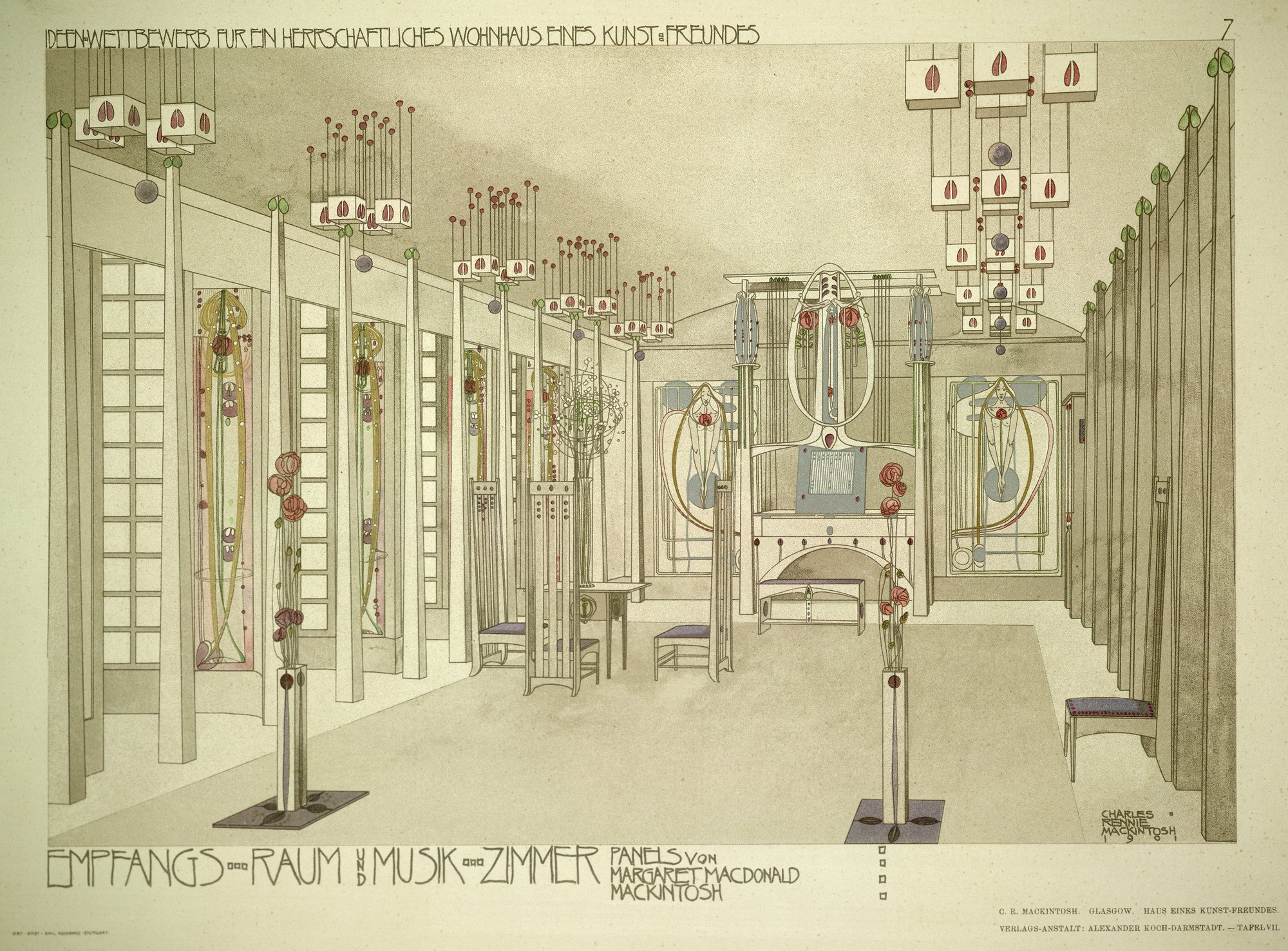
1901 — Charles Rennie Mackintosh (1868 – 1928) și Margaret MacDonald (1864 – 1933) — Camera de muzică a unei case stil Art Nouveau - "Wohnhaus Eines Kunst Freundes" - Reședința unui prieten iubitor de artă
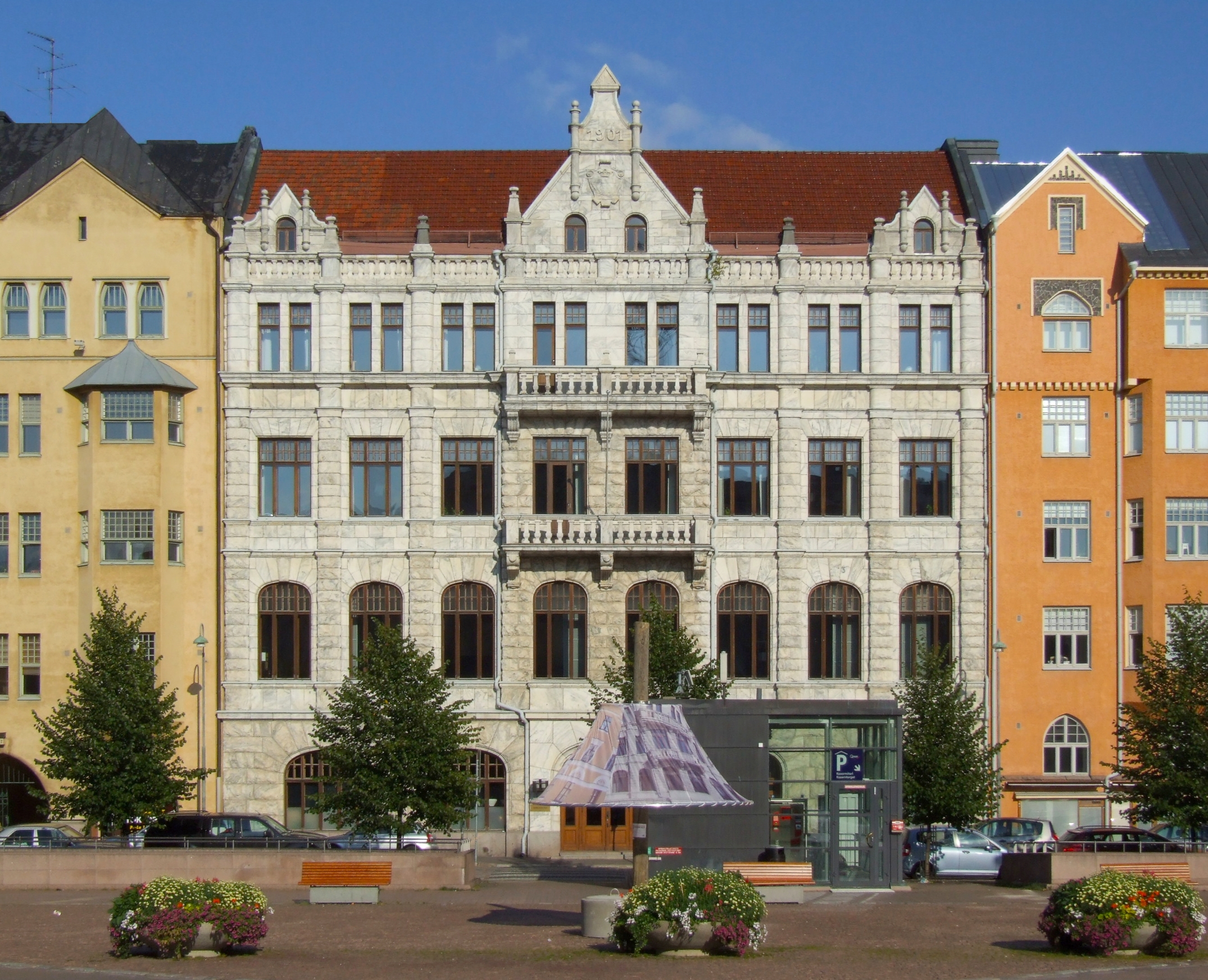
Clădire din Helsinki (Helsingfors), construită în 1901
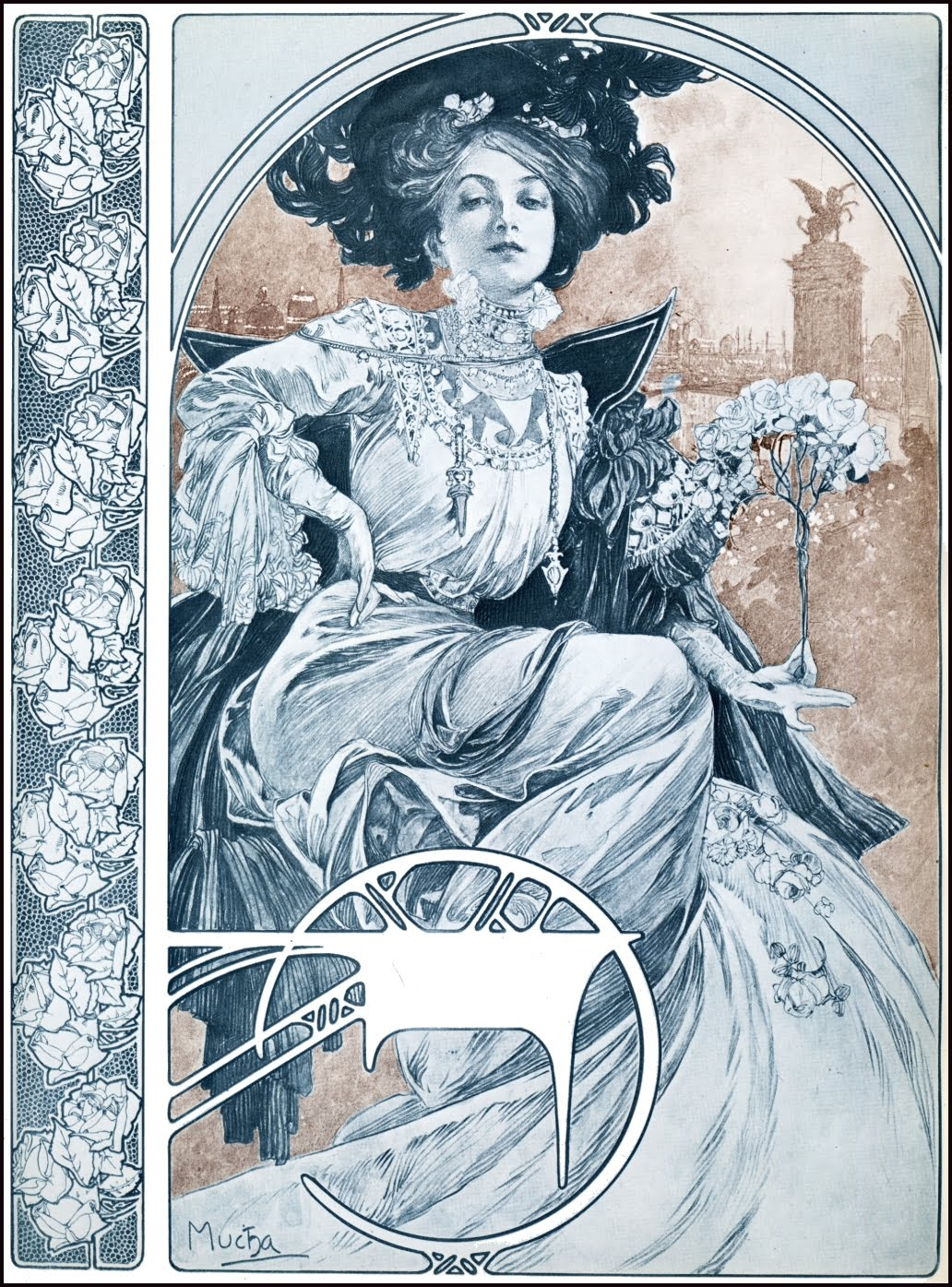
Alfons Mucha (1860 – 1939) – Poster decorativ, stil Art Nouveau
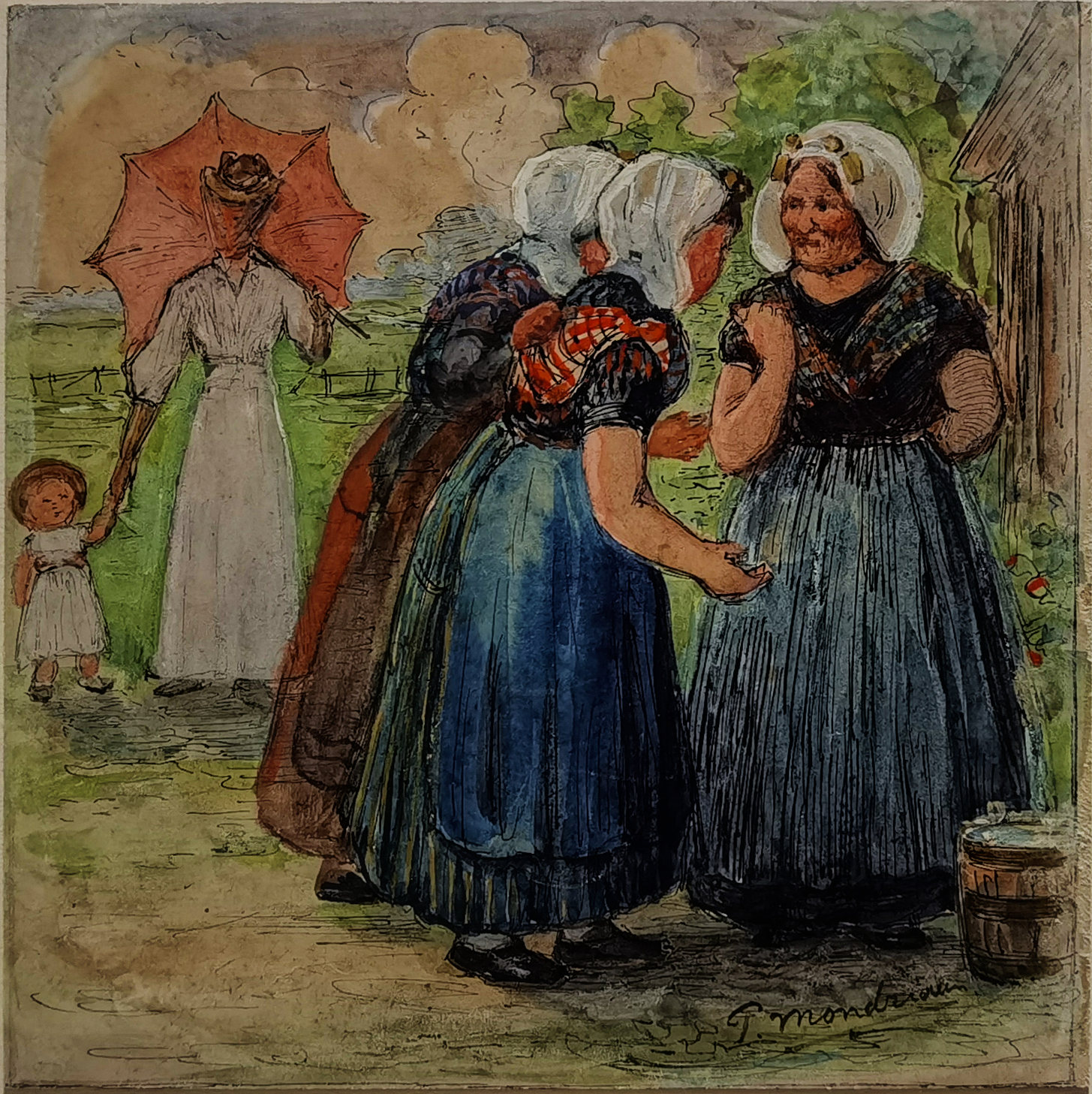
1901 — Piet Cornelis Mondriaan (1872 – 1944) – Conversație de vară
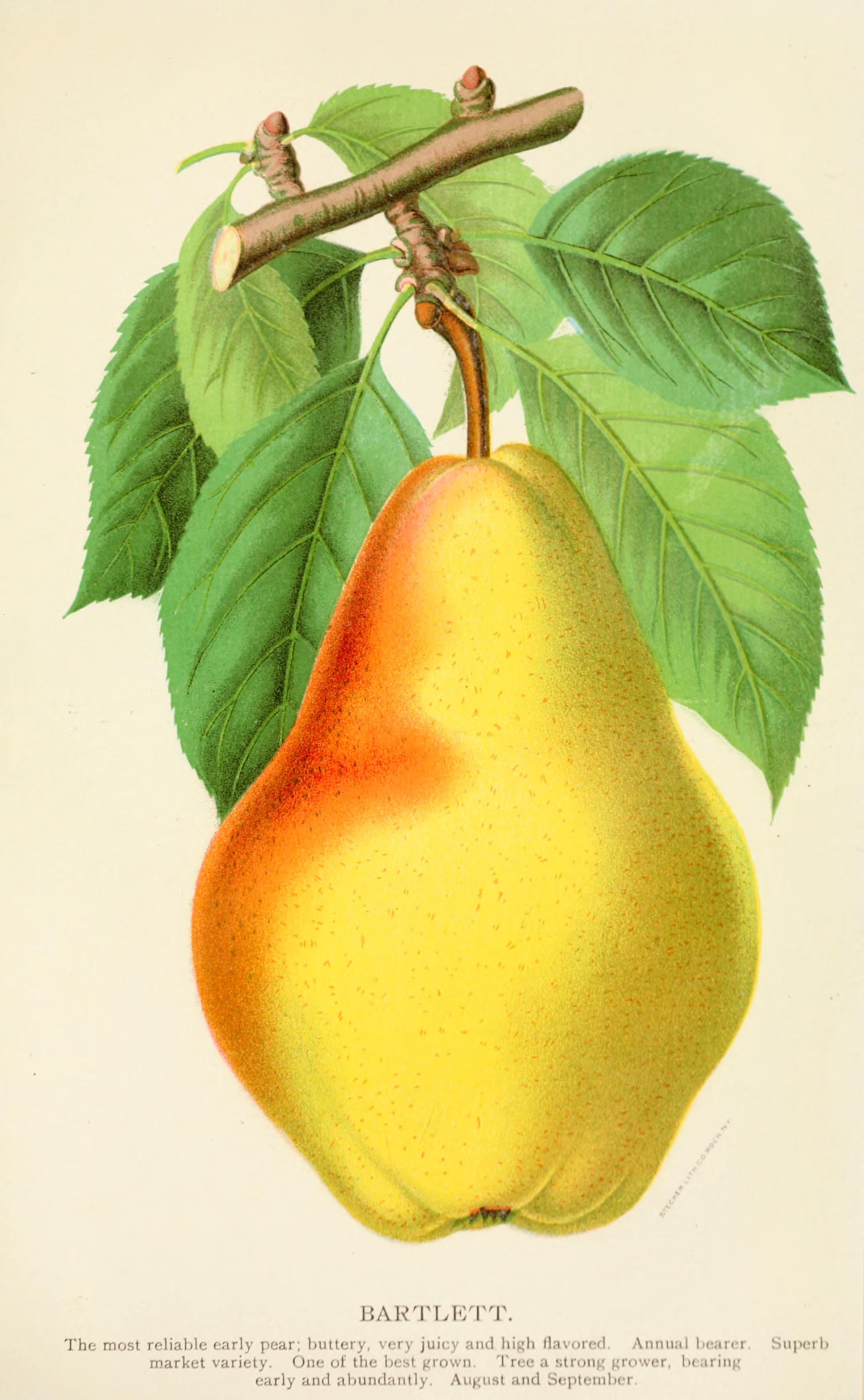
Statul american  Georgia — Georgia Department of Agriculture - Stevens, O. B. (Obediah B.) Wright, R. F. (Robert F.) — reclamă oficială de promovare a perelor de tip Bartlett (anii 1900 și 1901)